# 金井雄二
金井 雄二（かない ゆうじ、1959年 - ）は、日本の詩人。

## 経歴
1959年神奈川県相模原市生まれ。図書館司書を勤める傍ら20代から詩作を始める。30代で詩人・清水昶に師事。1993年、第一詩集『動きはじめた小さな窓から』（ふらんす堂）を発表し、第８回福田正夫賞を受賞。1997年に出版した『外野席』(ふらんす堂)で第30回横浜詩人会賞を受賞。2002年出版の第三詩集『今、ぼくが死んだら』（思潮社）で第12回丸山豊記念現代詩賞を受賞。第六詩集『朝起きてぼくは』(思潮社)で第23回丸山薫賞受賞。2013年〜2014年に日本現代詩人会で副理事長を務めた。2025年、横浜詩人会会長。

## 著作

### 詩集
- 『動きはじめた小さな窓から』（ふらんす堂／福田正夫賞）
- 『外野席』（ふらんす堂／横浜詩人会賞）
- 『今、ぼくが死んだら』（思潮社／丸山豊記念現代詩賞）
- 『にぎる。』（思潮社）
- 『ゆっくりとわたし』（思潮社）
- 『朝起きてぼくは』(思潮社/丸山薫賞)
- 『むかしぼくはきみに長い手紙を書いた』（思潮社）
- 現代詩文庫『金井雄二詩集』（思潮社）

### 評論
- 『げんげの花の詩人、菅原克己』（書肆侃侃房）